# Gowdeyana albipilosa
Gowdeyana albipilosa är en tvåvingeart som beskrevs av James 1980. Gowdeyana albipilosa ingår i släktet Gowdeyana och familjen vapenflugor. Inga underarter finns listade i Catalogue of Life.